# John Vesterlunds Orgelbyggeri

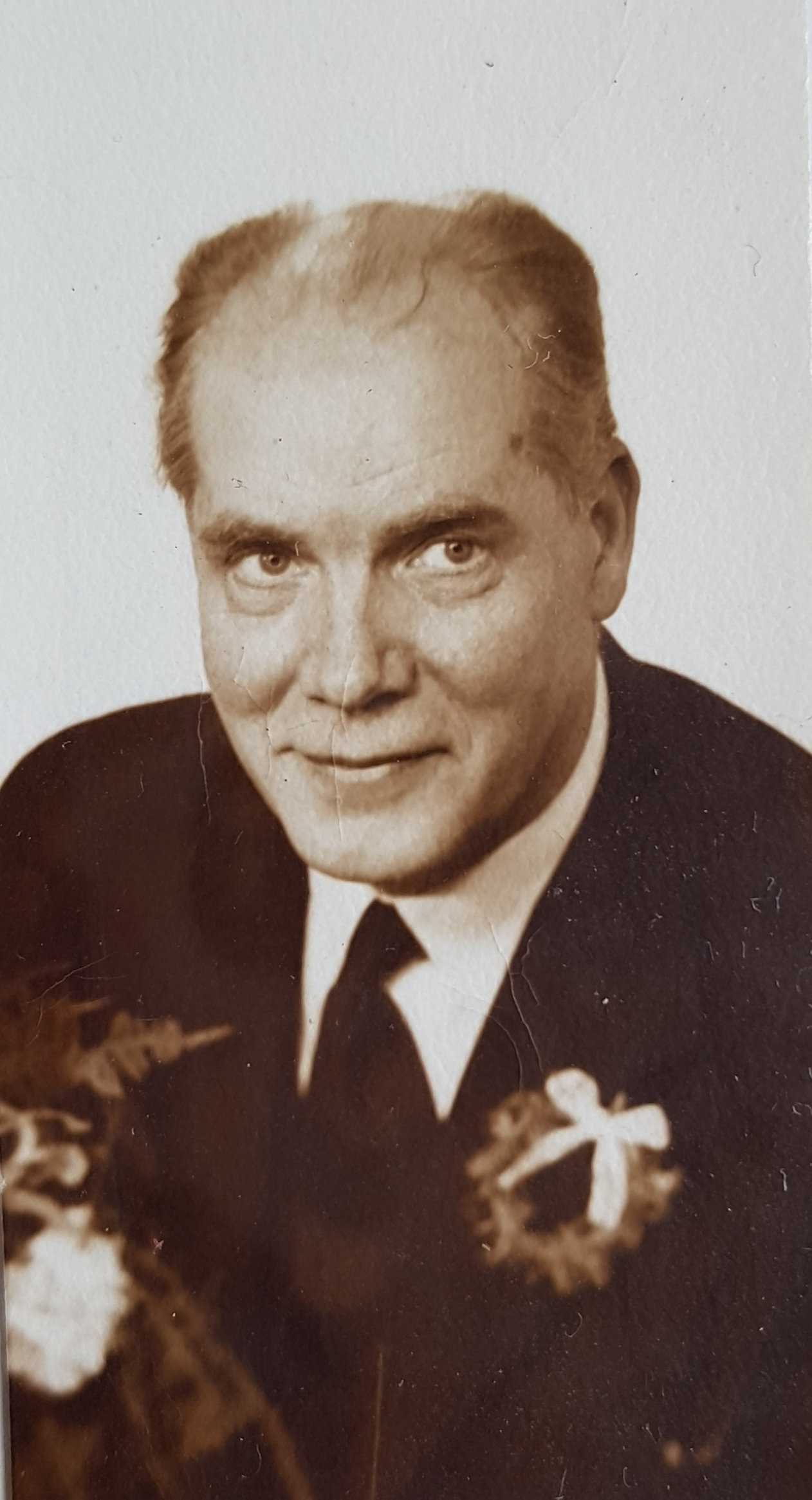
John Vesterlund

John Vesterlunds Orgelbyggeri, var ett orgelbyggeri i Lövstabruk och drevs av orgelbyggaren John Vesterlund.

## John Versterlund
Nils John Vesterlund, född 7 maj 1892 på Öster Gransjö i Helgum, Västernorrlands län och son till torparen Nils Petter Westerlund och Anna Nilsdotter. 1909 flyttar han till Vaxholm för att arbeta men kommer tillbaka året därefter. 1912 flyttar han till Eda glasbruk i Eda för att arbeta som slipar. Redan året därpå 1913 flyttar han åter igen till Överluleå landskommun för att arbeta inom artilleriet. Han stannar där ända fram till 1932 då han flyttar till Njurunda landskommun och gifter sig samma år med Elsa Moberg i Sandviken, syster till orgelbyggarna Bröderna Moberg. De flyttar till Forsmark, Stockholms län 1932. 1933 flyttar de till norrgatan, Lövsta bruk, ditt även orgelbyggarna Bröderna Moberg flyttar 1934. Johan och Elsa skiljs 28 januari 1947 och Johan gifte om sig 12 mars 1947 med Adina Thörn. Han flyttar 1947 till Ravlunda 28:1 i Ravlunda, Kristianstads län och avled 25 april 1948.

## Lista över orglar
| År   | Ursprunglig kyrka     | Stift | Bild | Manualer | Pedal        | Stämmor | Bevarad orgel/fasad | Övrigt |
| ---- | --------------------- | ----- | ---- | -------- | ------------ | ------- | ------------------- | --- |
| 1934 | Östhammars kyrka      |       |      | 2        | Självständig | 21      |                     | |
| 1935 | Ununge kyrka          |       |      | 2        | Självständig | 12      |                     | |
| 1935 | Ovikens gamla kyrka   |       |      | 2        | Självständig | 12      |                     | |
| 1936 | Edebo kyrka           |       |      | 2        | Självständig | 15      |                     | |
| 1936 | Grundsunda kyrka      |       |      | 2        | Självständig | 11      |                     | |
| 1938 | Kårsta kyrka          |       |      | 2        | Självständig | 17      |                     | |
| 1938 | Västra Husby kyrka    |       |      | 2        | Självständig | 29      |                     | |
| 1938 | Stuguns kyrka         |       |      | 2        | Självständig | 23      |                     | |
| 1938 | Fasterna kyrka        |       |      | 2        | Självständig | 17      |                     | |
| 1938 | Altuna kyrka          |       |      | 2        | Självständig | 14      |                     | |
| 1939 | Siknäs kapell, Venjan |       |      | 2        | Självständig | 7       |                     | |
| 1940 | Helgums kyrka         |       |      | 2        | Självständig | 20      |                     | |
| 1941 | Grödinge kyrka        |       |      | 2        | Självständig | 15      |                     | |
| 1941 | Dannemora kyrka       |       |      | 2        | Självständig | 14      |                     | Fullbordad 1943 av Åkerman & Lunds Nya Orgelfabrik AB, Sundbybergs stad}.                                                               |
| 1943 | Tannåkers kyrka       | Växjö |      |          |              |         | Nej/Ja              | Orgeln byggdes om 1947 av A Mårtenssons Orgelfabrik AB, Lund till 9 stämmor. En ny orgel byggdes 1988 av Västbo Orgelbyggeri, Långaryd. |

### Ombyggnationer och reparationer
| År        | Ursprunglig kyrka                 | Stift | Bild | Manualer | Pedal | Stämmor | Bevarad orgel/fasad | Övrigt                                                                                          |
| --------- | --------------------------------- | ----- | ---- | -------- | ----- | ------- | ------------------- | ----------------------------------------------------------------------------------------------- |
| 1932      | Forsmarks kyrka                   |       |      |          |       |         |                     | Ombyggnation.                                                                                   |
| 1933      | Börstils kyrka                    |       |      |          |       |         |                     | Ombyggnation, byggde en andra manual med fyra stämmor och en självständig pedal med subbas 16'. |
| 1933–1934 | Lövstabruks kyrka                 |       |      |          |       |         |                     | gjorde orgeln spelbar.                                                                          |
| 1934      | Älvros gamla kyrka                |       |      |          |       |         |                     | Satte upp ett orgelverk i kyrkan som tillhört Malmqvistska uppfostringsanstalten, Stockholm.    |
| 1937      | Malsta kyrka                      |       |      |          |       |         |                     | Ombyggnation.                                                                                   |
| 1937      | Harmångers kyrka                  |       |      |          |       |         |                     | Ombyggnad och tillbyggnad till 14 stämmor.                                                      |
| 1938      | Enåkers kyrka                     |       |      |          |       |         |                     | Ombyggnad och tillbyggnad.                                                                      |
| 1938      | Heliga Trefaldighets kyrka, Gävle |       |      |          |       |         |                     | Ombyggnad.                                                                                      |
| 1940      | Ovanåkers kyrka                   |       |      |          |       |         |                     | Ombyggnad och tillbyggnad till 27 stämmor, två manualer och pedal.                              |